# アデ・ユスフ・サントソ
アデ・ユスフ・サントソ（英語: Ade Yusuf Santoso、1993年5月13日 - ）は、インドネシアの男子バドミントン選手。

## 経歴
1歳年上のワーユ・ナヤカとペアを組んで、タイ・オープン優勝などをした。BWF世界ランキングは最高で16位。
パートナーの引退後は、アルフィアン・エコ・プラセテャやハルディアントとペアを組む。